# Торф трав'яний
Торф трав'яний (рос. торф травяной, англ. grass peat, нім. Grastorf m) — група торфів верхового, низинного і перехідного типів, що містять серед рослинних залишків, без урахування гумусу, не менше 70 % трав'янистих, до 10 % деревних рослин, іншу частину складають залишки мохів.
Якісні показники Т.т. низинного типу: ступінь розкладання 15-30 %, зольність понад 6 %, вологість 90-92 %, вологоємність бл. 12,5 кг/кг, сер. теплота згоряння 23,4 МДж/кг.
Якісні показники Т.т. верхового типу: ступінь розкладання 15-40 %, сер. зольність 2,5 %, вологість 88-94 %, сер. вологоємність 13 кг/кг, теплота згоряння 22-25 МДж/кг. Сер. вміст бітумів в Т.т. верхового типу 9,7 %, в Т.т. низинного типу в 2 рази менше.

## Інші види торфу
| - Фускум-торф - Фрезерний торф - Магелланікум-торф - торф вербовий - торф верховий - торф гіпновий | - торф деревний - торф деревно-моховий - торф деревно-трав'яний - торф мезотрофний - торф моховий - торф низинний - торф перехідний | - торф похований - торф сфагновий - торф трав'яний - торф тростинний - торф хвощевий - торф шейхцерієвий - торф ялинковий |